# Antonio Pernías
Antonio Pernías, (n. 17 de diciembre de 1946) es un militar condenado por actos calificados como delitos de lesa humanidad que realizó durante el terrorismo de Estado mientras era miembro del grupo de tareas 3.3.2 en la Escuela Superior de Mecánica de la Armada (ESMA). Su situación militar actual es la de capitán de fragata retirado y está detenido en el Complejo I de Ezeiza.

## Biografía
Antonio Pernías nació el 17 de diciembre de 1946, es hijo de un oficial superior de la Fuerza Aérea Argentina, Salvador Pernías, y de Magda Elena Basterrei. Está casado con Ana María de Pernías.

## Trayectoria
En el año 1975 era Teniente de Fragata y daba cursos en la Escuela de Mecánica de la Armada.
En 1976, durante la última dictadura militar argentina, participó de las operaciones del Grupo de tareas 3.3.2 tanto en el área de Operaciones como en el área de Inteligencia. Una quinta en Del Viso, en la provincia de Buenos Aires prestada por su padre fue uno de los "centros operativos" utilizados por el grupo de tareas.
Luego ascendió a Teniente de navío y más tarde a Capitán de corbeta.
Desde el año 1978 hasta el año 1981 prestó servicio en la Guarnición Baterías.
En el año 1982, participó de la Guerra de las Malvinas, donde fue Jefe de operaciones en el Batallón 5 de Infantería, Batallón de Infantería de Marina BIM5 con el grado de Capitán de Corbeta.
Después estudió en la Escuela de Guerra. En 1985, durante el Juicio a las Juntas fue denunciado por delitos de lesa humanidad.
En 1985 y 1986 fue comando en la Compañía de Exploración de la Brigada de Infantería de Marina N° 1.
En 1987 fue amparado por la Ley de Obediencia Debida cuando ya estaba en prisión preventiva rigurosa acusado de haber cometido 22 delitos y ascendido a Capitán de Fragata.
En 1988 fue Jefe de operaciones en la Brigada de Infantería de la Marina. Fue un capitán de fragata de Infantería de Marina, desempeñándose como segundo comandante de la Fuerza de Infantería de Marina de la Flota del Mar.
En el año 1989 fue designado por el Poder Ejecutivo del gobierno democrático para cumplir misiones en la República de Bolivia durante dos años. Allí vivió en 1989 y 1990.
En los años 1991 y 1992 fue comandante del Batallón II de Infantería de Marina. 
En 1993 fue director de un instituto y luego ocupó el cargo de segundo Comandante de la Fuerza de Infantería de Marina de la Flota de Mar que se encuentra en Puerto Belgrano.
También se ocupó de supervisar el adiestramiento de la infantería de Marina ante una posible participación en la República de Haití.

## Juicio
En 2005 se anularon las leyes de Obediencia Debida y Punto Final, hecho que permitió la reanudación de los procesos contra los militares acusados durante el juicio a las juntas. En 2009, con la reapertura de los juicios por crímenes de lesa humanidad, este fue el primer juicio por los crímenes cometidos en la ESMA, el Tribunal Oral Federal n.º 5 (TOF 5) juzgó a los 18 represores procesados. 
El número de la causa fue el 1270 y acumuladas y fue considerado el mayor proceso desde la anulación de las leyes de Obediencia Debida y Punto Final.

El juicio, que formó parte de uno de los tramos en que se dividió la llamada Megacausa ESMA, empezó el 11 de diciembre de 2009. La Fiscalía solicitó prisión perpetua para Pernías.
En agosto de 2010, cuando declararon ex detenidos desaparecidos que estuvieron prisioneros en la Escuela de Mecánica de la Armada (centro clandestino de detención), se supo que utilizaba los apodos de «Trueno», «Rata» o «Martín». Cuando le tocó declarar a él admitió la existencia de los vuelos de la muerte en los cuales se arrojaba personas vivas al Río de la Plata.
También se supo que Pernías participó del Grupo de tareas 3.3.2 que destuvo a la dirigente montonera Norma Arrostito y que participó en sus sesiones de tortura.
Durante el juicio Pernías fue acusado de abusar sexualmente de las prisioneras. Era el responsable de la «Pecera», como llamaban al sitio a donde los detenidos realizaban trabajo esclavo. Usaba documentos falsos a nombre de Antonio Gaimar. Miriam Lewin, en su libro sobre los crímenes sexuales en los centros clandestinos de detención, lo describió como «uno de los más salvajes torturadores de la ESMA». Marta Remedios Álvarez contó durante el juicio que fue torturada con una picana eléctrica por Pernías estando embarazada y después tuvo a su hijo en cautiverio.
Se probó que Pernías torturó, entre otros, a Carlos García, Graciela Daleo, Ricardo Coquet y María Milia de Pirles. Fue responsable de la desaparición y la tortura de Azucena Villaflor de Vicenti, Esther Ballestrino de Careaga, María Ponce de Bianco (las tres fundadoras de Madres de Plaza de Mayo), las monjas francesas Alice Domon y Léonie Duquet, y los activistas de derechos humanos Ángela Auad, Remo Berardo, Horacio Elbert, José Julio Fondevilla, Eduardo Gabriel Horane, Raquel Bulit y Patricia Oviedo secuestrados en la iglesia de Santa Cruz. Participó en la llamada Masacre de San Patricio con los homicidios de los curas palotinos Pedro Duffau, Salvador Barbeito, Alfredo Kelly, Alfredo Leaden y José Barbeti.
Uno de los testimonios recogidos en el auto de procesamiento del juez Baltasar Garzón relataba:

En la ESMA, en particular, se aplica la tortura de los dardos, consistente en la utilización de dardos envenenados para caza mayor. Este tipo de tortura lo diseña Antonio Pernías, que pretende usarlo con los detenidos y para los secuestros. Experimenta con aquéllos aplicándoles distintas dosis, para determinar la adecuada que los paralice durante una hora.

El juicio oral duró dos años. El veredicto se emitió el 26 de octubre de 2011.
Pernías se apropió de una de las detenidas desaparecidas y la convirtió en su esclava sexual. Muchos describieron la historia como de amor, pero muchos años después Mercedes Inés Carazo declaró en la Megacausa ESMA en su contra.

### Declaración de Pernías durante su juicio
En la declaración que realizó Pernías en el juicio ante el Tribunal, se declaró un perseguido político y sostuvo su inocencia respecto de los cargos que se le formulaban. Expresó que los juicios eran una manipulación revanchista y vengativa. Pensaba que lo vertido en el juicio eran «infames mentiras, instrumento manejado por antiguos resentidos para explotar en forma mediática la bandera de los derechos humanos debido a la ávida política de acumulación de poder del gobierno».
Pernías afirmó que durante los «interrogatorios reforzados» los detenidos eran tratados «lo más humanamente posible» porque él se consideraba una «persona de bien».
Definió a la Escuela de Mecánica de la Armada como una «escuela».
Pernías afirmó:

Reafirmo lo que yo he actuado. Soy responsable de lo que hice. Todo estaba decidido en esta guerra. Ningún oficial tenía que tomar decisiones, sobre los traslados por ejemplo.

También dijo:

Es muy doloroso para mi familia soportar el aberrante peso y sufrimiento de este diabólico e inútil calvario. Párrafo aparte merecen los defensores oficiales, quienes con fundamentada amplitud y profundidad demostraron la ilegalidad de estos juicios, siendo la única de las partes intervinientes que hicieran honor a su profesión, quienes con excepcional capacidad profesional, se ciñeron estrictamente a derecho, con sensatez y sentido común.

El juicio oral duró dos años, durante los cuales declararon 160 testigos, que incluyeron 79 ex detenidos desaparecidos de la ESMA.

### Condena
El 26 de octubre de 2011, luego de un juicio oral, Pernías fue sentenciado a prisión perpetua por el Tribunal Oral Federal N.º 5 integrado por los jueces Germán Castelli, Ricardo Farías y Daniel Obligado por delitos de lesa humanidad cometidos en el centro clandestino que funcionaba en la ESMA, que fueron los de privación ilegítima de libertad, aplicación de tormentos, robo y homicidios, incluyendo el de Rodolfo Walsh. Esta condena fue confirmada el 23 de abril de 2014 por la Cámara Federal de Casación Penal.
Este juicio fue considerado de alto valor simbólico porque muchos de los hechos ya se conocían y habían sido denunciados y analizados durante el Juicio a las Juntas pero hubo que esperar 20 años para poder juzgarlos.
Antonio Pernías permanece detenido en el Complejo I de Ezeiza. El Tribunal no declaró en la sentencia en forma expresa que la condena debía cumplirse exclusivamente en una cárcel común, tal como era el requerimiento de las querellas, por lo que no quedó excluida la posibilidad de cumplirla en prisión domiciliaria si se daban las condiciones para ello.
En el proceso oral se debatieron dos posiciones doctrinales: la representada por todas las acusaciones populares y particulares incluidas las representadas por los letrados Carmen Lamarca Pérez, Manuel Ollé Sese, Jaime Sanz de Bremond y Mayans, José Luis Galán Martín, Juan Puig de la Bellacasa y Carlos Slepoy Prada que defendió el tipo penal de «genocidio y terrorismo» y la no aplicación del derecho internacional recurriendo, incluso, ante la Sala Penal del Tribunal Supremo la sentencia de la Audiencia Nacional. Mientras que la representada por el letrado Antonio Segura que contaba con el asesoramiento del Equipo Nizkor, defendía que los hechos probados debían ser calificados como «crímenes contra la humanidad» y debía aplicarse el derecho internacional. Tanto la Sección Tercera de la Sala de lo Penal de la Audiencia Nacional, como el Pleno Jurisdiccional de la Sala Segunda del Tribunal Supremo, confirmaron que los hechos probados se corresponden con el tipo penal de «crímenes de lesa humanidad».
El Tribunal no enmarcó los delitos en la figura de «genocidio» como había solicitado la querella.
El 9 de agosto de 2012 empezó el mayor juicio oral de la historia argentina después de que se unificaran en un solo proceso las seis causas anteriores que se conoció con el nombre de Megacausa ESMA, que como objetivo sistematizar las denuncias e investigar la multitud de delitos. Este proceso fue seguido con una composición diferente del juicio anterior que lo había condenado en primera instancia: los jueces Daniel Obligado, Leopoldo Bruglia y Adriana Pallotti, miembros del Tribunal Oral Federal 5.